# Åtjärnen (Borgsjö socken, Medelpad)
Åtjärnen är en sjö i Ånge kommun i Medelpad och ingår i Ljungans huvudavrinningsområde. Sjön har en area på 0,0854 kvadratkilometer och ligger 410 meter över havet. Sjön avvattnas av vattendraget Möckelbäcken.

## Delavrinningsområde
Åtjärnen ingår i det delavrinningsområde (692121-150049) som SMHI kallar för Mynnar i Granån. Medelhöjden är 420 meter över havet och ytan är 22,13 kvadratkilometer. Det finns inga avrinningsområden uppströms utan avrinningsområdet är högsta punkten. Möckelbäcken som avvattnar avrinningsområdet har biflödesordning 3, vilket innebär att vattnet flödar genom totalt 3 vattendrag innan det når havet efter 109 kilometer. Avrinningsområdet består mestadels av skog (92 procent). Avrinningsområdet har 0,27 kvadratkilometer vattenytor vilket ger det en sjöprocent på 1,2 procent.